# Aeroportul Punta Islita
Aeroportul Punta Islita (IATA: PBP, ICAO: MRIA) este un aeroport din Provincia Guanacaste, Costa Rica.
Situat la o altitudine de 13 m, aeroportul dispune de o singură pistă.